# Bhingar
Bhingar là một thị trấn thống kê (census town) của quận Ahmadnagar thuộc bang Maharashtra, Ấn Độ.

## Nhân khẩu
Theo điều tra dân số năm 2001 của Ấn Độ, Bhingar có dân số 7620 người. Phái nam chiếm 51% tổng số dân và phái nữ chiếm 49%. Bhingar có tỷ lệ 73% biết đọc biết viết, cao hơn tỷ lệ trung bình toàn quốc là 59,5%: tỷ lệ cho phái nam là 79%, và tỷ lệ cho phái nữ là 66%. Tại Bhingar, 13% dân số nhỏ hơn 6 tuổi.